# Mieczysław Mniszek-Bużenin
Mieczysław Mniszek-Bużenin, též Mieczysław Bużenin Mniszek (1844 – duben 1923 Krakov), byl rakouský šlechtic a politik polské národnosti z Haliče, na konci 19. století poslanec Říšské rady.

## Biografie
Byl plukovníkem rakouské armády.
Byl poslancem Říšské rady (celostátního parlamentu Předlitavska), kam usedl po doplňovacích volbách roku 1887 za kurii velkostatkářskou v Haliči. Slib složil 18. října 1887. Rezignace na mandát byla oznámena na schůzi 30. ledna 1889. Ve volebním období 1885–1891 se uvádí jako rytíř Miecislaus Mniszek von Buzenin, rytmistr a okresní starosta, bytem Žovkva.